# 2gether THE MOVIE
2gether THE MOVIE（トゥゲザー・ザ・ムービー、タイ語: เพราะเราคู่กัน The Movie）は、2020年にタイで放送されたテレビシリーズ『2gether』とその続編である『Still 2gether』を再編集し新たなストーリーを加えたタイの映画（レイティング：全年齢）。監督は『2gether』のウィーラチット・トンジラーと、『Still 2gether』のオフ・ノッパナッ・チャウィモン（監督兼製作総指揮）に加えて、GMMTVにて『U-Prince The Series』や『Happy Birthday』などを手掛けたカニタ・クワンユーの3名が務める。
日本では2021年6月4日に公開されたが、タイでは新型コロナウイルス感染症の影響により当初の予定が延期となり11月11日に公開された。

## 登場人物 / キャスト
- サラワット （ブライト・ワチラウィット・チワアリー）
- タイン （ウィン・メータウィン・オーパッイアムカジョーン）
- ミル （ドレーク・サッタブット・レーディキー）
- プーコン （フランク・タナットサラン・サムトンライ）
- マン （マイク・チンラット・シリポンチャワリット）
- タイプ （トップタップ・ジラキット・クーアーリヤクン）
- ディム （ガイ・シワコーン・レーチューチョー）
- グリーン （ガン・コラウィット・ブーンスィ）
- ボス （ガンスマイル・チョンナカン・アーポンスティナン）
- ペア （ラブ・パッタラーニット・リンパティッヤーコーン）
- フォン （カオタン・タナワット・ラッタナキットパイサーン）
- プアク （プルーム・ポンピサン）
- オーム （ジェージェー・チャヤコーン・ジュターマー）
- アーン （フィルム・ラチャーナン・マハーワン）
- ファン （ナナン・パッチラー・カンラッタナスー）

## オリジナルサウンドトラック

### アルバム
- 『2gether スペシャル・アルバム』

### シングル
| 曲名                              | アーティスト |
| --------------------------------- | ------------ |
| Ten Years Lager                   | ウィン       |
| 抱きしめさせて（One Hug）（กอดที） | ブライト     |

## 作品概説
2020年に放送された『2gether』と『Still 2gether』のヒットにより、日本のアスミック・エースが映画化を企画し、GMMTVにアプローチをした。GMMTVもドラマシリーズ終了から1年という節目でこれまで応援してくれたファンにプレゼントとなるものを届けたいとの思いから映画化が進められることとなった。 新たな監督としてカニタ・クワンユーを招き、2020年中に追加の撮影が行われた。
2021年3月22日に、GMMTVより『2gether』と『Still 2gether』の「Complete Edition（完全版）」として2021年4月22日からタイ全国の映画館での公開が発表された。 翌23日には、6月4日から日本国内でも全国公開されることが発表された。 この公式発表が出る前の3月16日、関係者によりTwitter上で映画化と公開日の情報がリークされたが、当該のツイートは数分後に削除された。
映画の発表と同時に公開された予告映像は、1日で100万回以上再生された。
 タイでは、新型コロナウイルス感染拡大の影響により、4月20日に予定されていたプレミア上映と4月22日の一般公開の延期が4月12日にGMMTVより発表された。延期後の公開日は未定とされた。 その後新型コロナウイルス感染拡大防止のための規制が緩和されたことを受け、11月11日に公開された。
 日本では予定通り6月4日に映画が公開され、タイ本国に先駆けて世界最速上映となった。これに伴いアスミック・エースは日本のファンに向けて「・新たに撮影されたシーン及び結末について、ディテールに言及することはご遠慮ください。・ドラマから「使われていない」シーンについて、あえて言及することはご遠慮ください」とするお願いをSNSやホームページを通じて発表した。また同お願いは劇場でも本編開始前にスクリーンに投影された。 日本で公開された映画は字幕版のみとなっており、日本語吹替版は存在しない。上映時間についてはフレームレートの規格の違いによりタイ本国では107分だが、日本では112分となっている。
日本国内では、ミニシアターランキングにて初週より3週連続で観客動員数第1位を記録した。 2022年4月28日には各配信サイトにてレンタル配信が開始され、Rakuten TV AWARD 2022年度上半期ランキングでは洋画部門第1位となった。
タイでは2022年3月にDVD BOXSETが、日本では同年6月4日にDVDとBlu-rayが発売された。

## 日本公開に伴う動き
2021年
- 3月23日に日本での映画公開発表
- 4月16日に前売り券発売開始[21]

劇場：オールキャラクリアファイル付きムビチケ
メイジャー通販：見つめ合い！Wポケットクリアファイル付きペアムビチケ
オンライン：スマホ壁紙付き前売り券
Loppi：ブロマイド4枚セット引換券付ムビチケコンビニ券（ブロマイドの引き換えは7月7日より開始）
- 4月16日にLoppi限定ブロマイド4枚セットの予約受付開始[22]
- 4月23日に関係者を対象とした試写会実施
- 5月17日から6月20にかけてTOHOシネマズ新宿の壁面に巨大広告掲載
- 5月18日から24日にかけて全国のローソンにてブライトとウィンの日本語によるコメントを含む店内放送を24回/日放送
- 5月21日に新規場面写真21点が公開される[23]
- 5月27日から5月31日までの5日間、日本での映画公開を記念してブライトとウィンによるミニタイ語レッスン動画がTwitterにて公開される[24]

5月27日 1回目 「こんにちは」（ブライト：日本語、ウィン：タイ語）
5月28日 2回目 「おはよう」（ブライト：タイ語、ウィン：日本語）
5月29日 3回目 「おやすみ」（ブライト：タイ語、ウィン：日本語）
5月30日 4回目 「ありがとう」（ブライト：日本語、ウィン：タイ語）
5月31日 5回目 「愛してます」（ブライト：タイ語、ウィン：日本語）
- 5月29日よりHMV＆BOOKS SHIBUYAにてPOP UPコーナーが設置される

劇中写真のパネル展示(大型パネル1枚、場面写パネル7枚)、ブライトとウィンのコメント動画を含んだ映像投影、関連商品の販売、ファンが書き込むためのメッセージボード設置(本人へは送られない)
- 6月1日から公開までの3日間、ブライトとウィンからのカウントダウンメッセージをTwitterで配信

6月1日 公開3日前 ブライトメッセージ
6月2日 公開2日前 ウィンメッセージ
6月3日 公開前日 ブライトとウィンメッセージ
※公開前日のメッセージは、5月21日の公式アカウントをフォローし該当のツイートをRTすることで、リプライにて各アカウントに動画が送信された
- 6月4日(金)に日本がタイ本国に先駆けて世界最速上映開始

東京都・大阪府等一部地域においては緊急事態宣言が発令されていたものの予定通り上映が開始された。
- 6月4日に『2gether THE MOVIE クリアファイルセットBOOK』発売開始
- 6月4日から7月11日にかけてGratte supported by animate cafeにて2gether THE MOVIEコラボ開催[27]

『2gether THE MOVIE』コラボラテ、アイシングクッキーを発売。1000円以上の注文毎にポストカードがプレゼントされた。
- 6月4日12:00から24日11:59にかけて楽天コレクション発売
- 6月23日から27日にかけて、2uk2uk_2getherプロジェクト実施[28]

2gehterビジュアルのトゥクトゥクがアドトラックとなり東京都内を走行。トゥクトゥクの幌の内側にはTwitterにて募集したファンによる布教メッセージやイラストが掲載された。
- 6月24日に上映中の全劇場にて“無発声“応援上映実施。TOHOシネマズ池袋は轟音上映実施
- 7月5日、グラッテとのコラボ期間が当初の7月11日から7月31日までに延長される。[29]
- 7月12日よりアニメイト札幌・名古屋・福岡パルコでアイシングクッキーの出張販売開始
- 10月1日、名古屋のシネマスコーレにて無発声応援上映が実施される。[30]
- 11月11日にタイでの映画公開が決定したことを記念して、同日日本でも全国57劇場にて1日限りの凱旋上映が行われた。[31]

2022年
- 6月4日より映画日本公開1周年を記念して、全国20劇場にてリバイバル上映が行われた。[32]

来場者特典
- 公開1週目：特製ポストカード
- 公開2週目：特典映像「ブライト&ウィンのQ&A」上映
- 公開3週目：1週目と異なる特製ポストカードの配布
- 凱旋上映記念ポストカード
- リバイバル上映記念ポストカード

雑誌掲載
- 5/19発売 CUT 6月号[33]
- 5/24発売 デジタルTVガイド 7月号[34]
- 5/31発売 FLIX 7月号[35]
- 6/2発売 週刊TVガイド[36]
- 6/4発売 日経エンタテインメント！[37]
- 6/9発売 anan 2253号[38]
- 6/9発売 ザテレビジョン[39]
- 6/10発売 月刊ニュータイプ7月号[40]
- 6/21発売 ムービー・スター[41]
- 6/29発売 タイドラマfanBOOK！

## 海外
- 香港：2021年10月27日、30日に「香港亞洲電影節 Hong Kong Asian Film Festival 2021」にて上映[42]